# Uummannartuuaraq
Uummannartuuaraq è un villaggio della Groenlandia di 5 abitanti, principalmente pastori (gennaio 2005). ed appartiene al comune di Kujalleq, nel distretto di Narsaq.
Uummannartuuaraq si trova sulla costa orientale di Tunulliarfik. L'insediamento di pastori di Attarnaatsoq si trova a 2,4 km a nord mentre a 2,7 km a est si trova il villaggio più grande, Igaliku. L'insediamento si trova nel sito del patrimonio mondiale dell'UNESCO di Kujataa e conserva le rovine del Grænlendingar.

## Sviluppo della popolazione
La popolazione di Uummannartuuaraq ha oscillato tra zero e sei abitanti negli ultimi decenni. 